# Grand Prix automobile de Dallas 1984

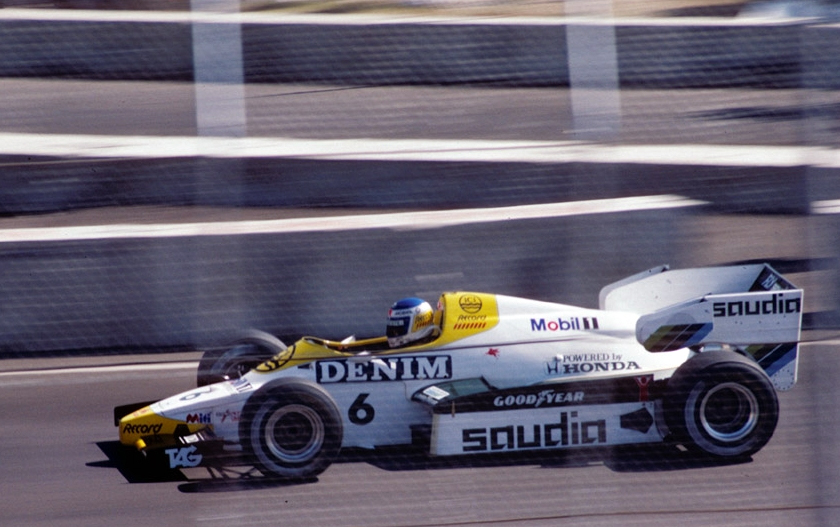
Keke Rosberg sur Williams FW09

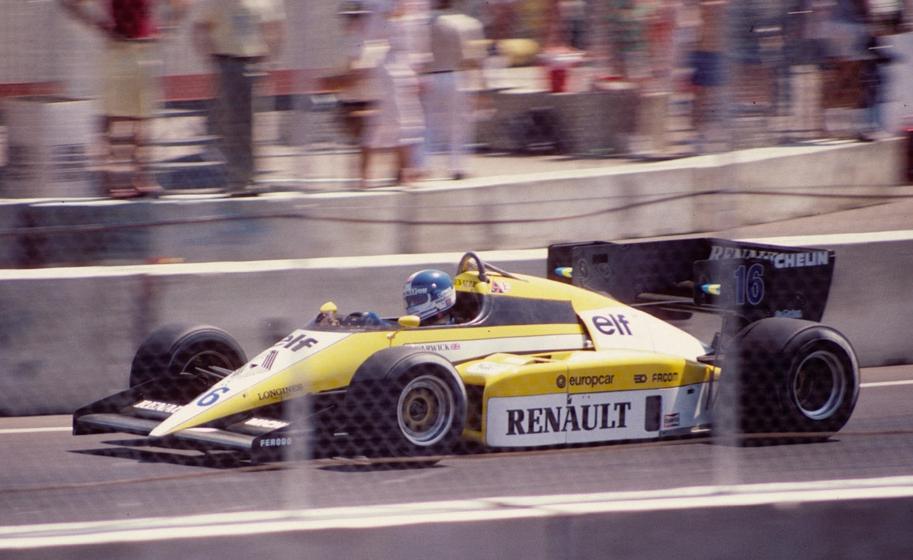
Derek Warwick sur Renault RE50

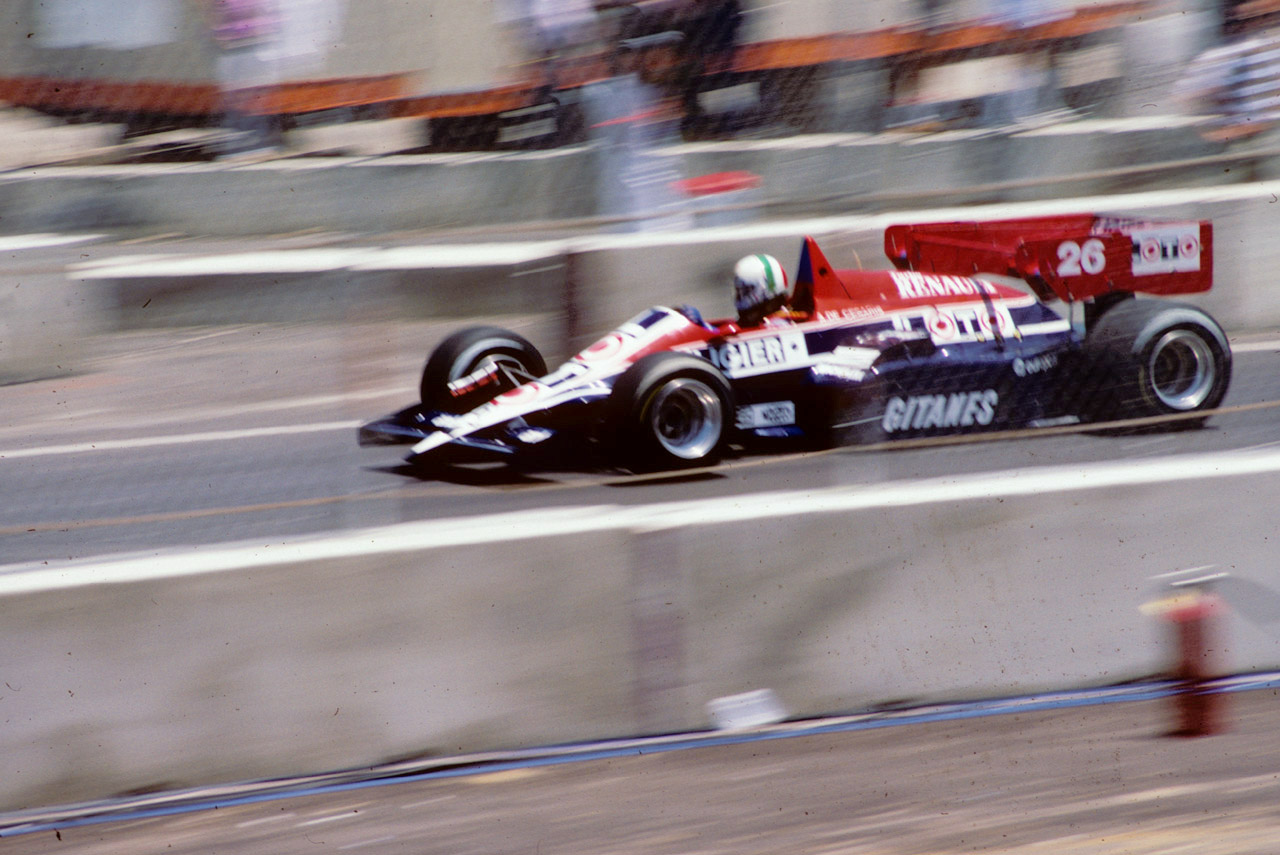
Andrea De Cesaris sur Ligier JS23

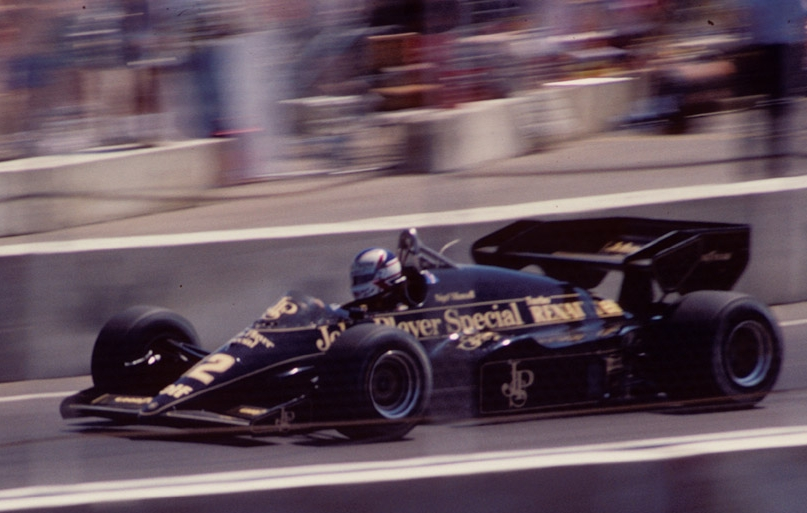
Nigel Mansell sur Lotus 95T

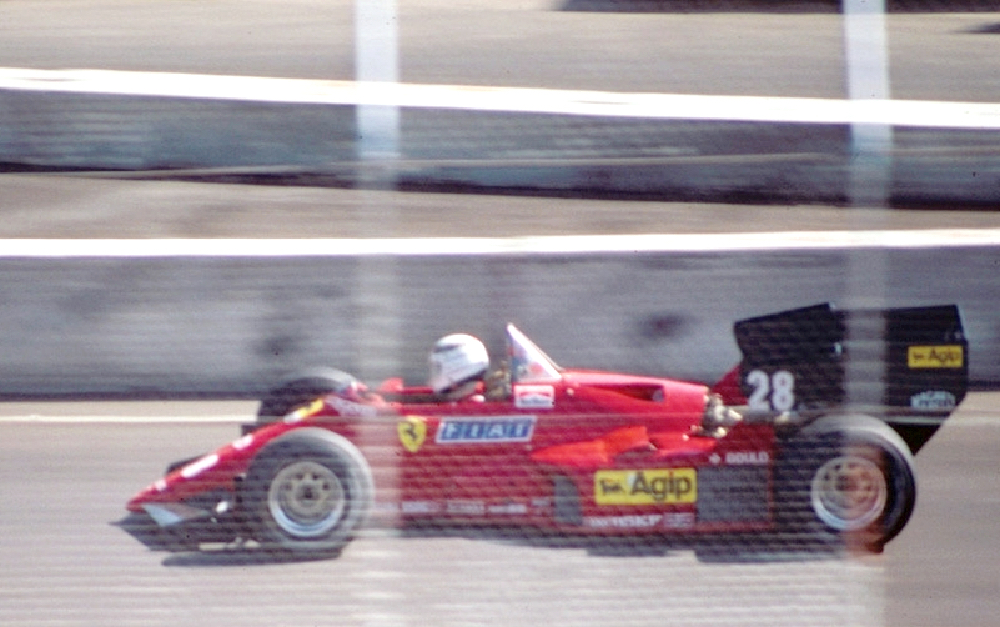
René Arnoux sur Ferrari 126C4

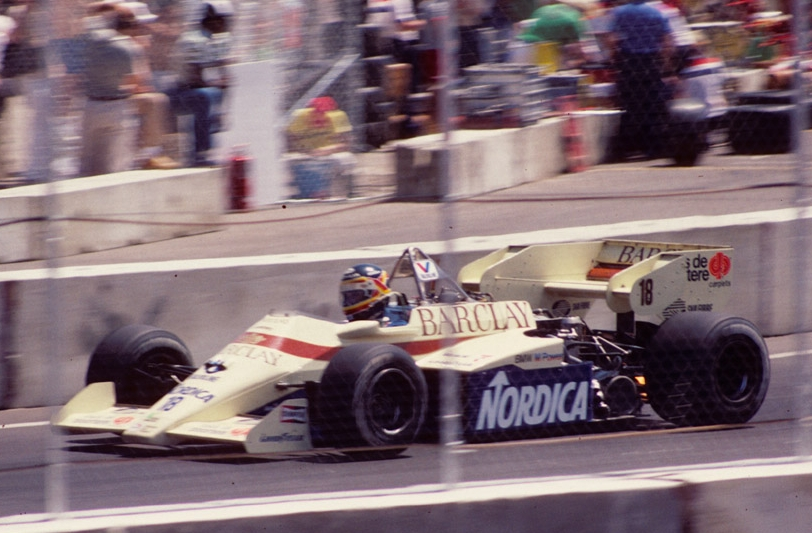
Thierry Boutsen sur Arrows A7

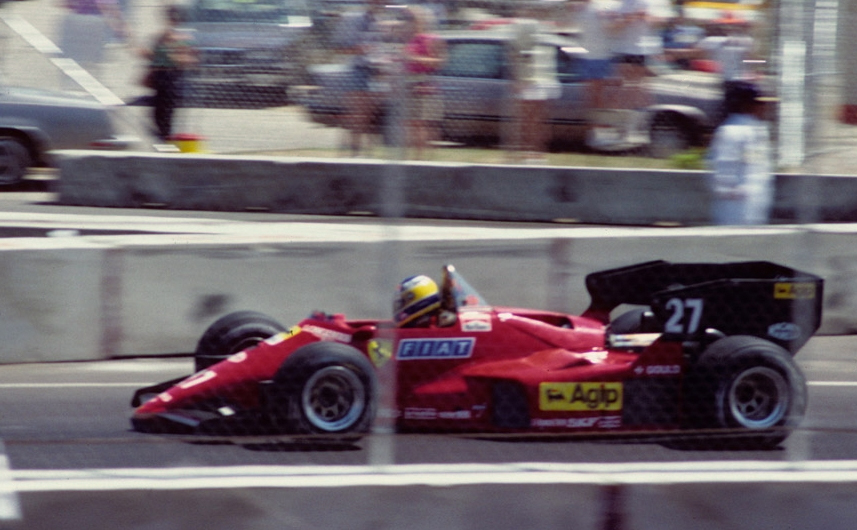
Michele Alboreto sur Ferrari 126C4

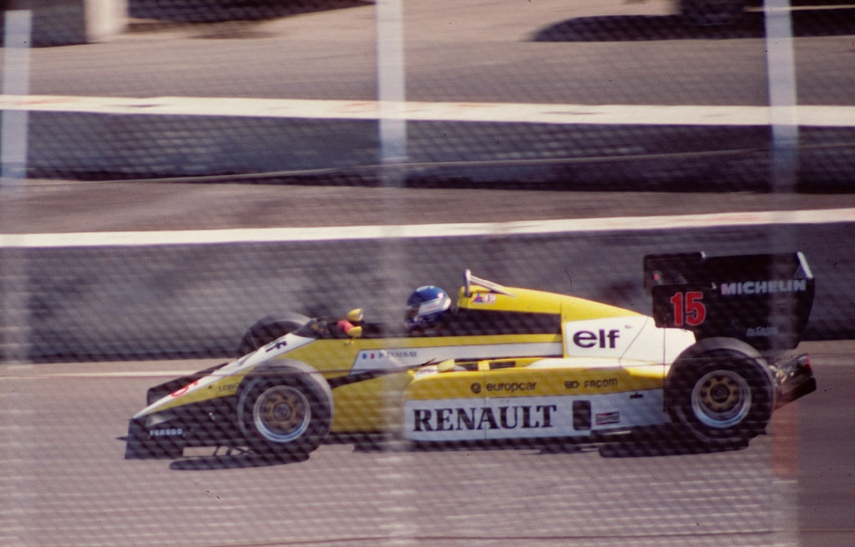
Patrick Tambay sur Renault RE50

Le Grand Prix de Dallas de Formule 1 1984 qui a eu lieu le 8 juillet 1984 sur le circuit provisoire de Fair Park à Dallas, aux États-Unis, a été remporté par Keke Rosberg sur la Williams-Honda FW09.

## Classement
| Pos. | No | Pilote             | Écurie            | Tours | Temps/Abandon                      | Grille | Points |
| ---- | -- | ------------------ | ----------------- | ----- | ---------------------------------- | ------ | ------ |
| 1    | 6  | Keke Rosberg       | Williams-Honda    | 67    | 2 h 01 min 22 s 617 (129,201 km/h) | 8      | 9      |
| 2    | 28 | René Arnoux        | Ferrari           | 67    | + 22 s 464                         | 4      | 6      |
| 3    | 11 | Elio De Angelis    | Lotus-Renault     | 66    | + 1 tour                           | 2      | 4      |
| 4    | 5  | Jacques Laffite    | Williams-Honda    | 65    | + 2 tours                          | 24     | 3      |
| 5    | 24 | Piercarlo Ghinzani | Osella-Alfa Romeo | 65    | + 2 tours                          | 18     | 2      |
| 6    | 12 | Nigel Mansell      | Lotus-Renault     | 64    | Boîte de vitesses                  | 1      | 1      |
| 7    | 2  | Corrado Fabi       | Brabham-BMW       | 64    | + 3 tours                          | 11     |        |
| 8    | 14 | Manfred Winkelhock | ATS-BMW           | 64    | + 3 tours                          | 13     |        |
| Abd. | 8  | Niki Lauda         | McLaren-TAG       | 60    | Accident                           | 5      |        |
| Abd. | 7  | Alain Prost        | McLaren-TAG       | 56    | Suspension                         | 7      |        |
| Abd. | 18 | Thierry Boutsen    | Arrows-BMW        | 55    | Moteur                             | 20     |        |
| Abd. | 27 | Michele Alboreto   | Ferrari           | 54    | Accident                           | 9      |        |
| Abd. | 17 | Marc Surer         | Arrows-BMW        | 54    | Accident                           | 22     |        |
| Abd. | 19 | Ayrton Senna       | Toleman-Hart      | 47    | Transmission                       | 6      |        |
| Abd. | 10 | Jonathan Palmer    | RAM-Hart          | 46    | Allumage                           | 25     |        |
| Abd. | 1  | Nelson Piquet      | Brabham-BMW       | 45    | Accident                           | 12     |        |
| Abd. | 15 | Patrick Tambay     | Renault           | 25    | Perte d'une roue                   | 10     |        |
| Abd. | 20 | Johnny Cecotto     | Toleman-Hart      | 25    | Suspension                         | 15     |        |
| Abd. | 26 | Andrea De Cesaris  | Ligier-Renault    | 15    | Collision                          | 16     |        |
| Abd. | 21 | Huub Rothengatter  | Spirit-Hart       | 15    | Fuite d'essence                    | 23     |        |
| Abd. | 22 | Riccardo Patrese   | Alfa Romeo        | 12    | Accident                           | 21     |        |
| Abd. | 16 | Derek Warwick      | Renault           | 10    | Accident                           | 3      |        |
| Dsq. | 4  | Stefan Bellof      | Tyrrell-Ford      | 9     | Disqualifié                        | 17     |        |
| Abd. | 23 | Eddie Cheever      | Alfa Romeo        | 8     | Accident                           | 14     |        |
| Abd. | 25 | François Hesnault  | Ligier-Renault    | 0     | Accident                           | 19     |        |
| Np.  | 9  | Philippe Alliot    | RAM-Hart          |       | Accident aux essais                |        |        |
| Nq.  | 3  | Martin Brundle     | Tyrrell-Ford      |       | Non qualifié                       |        |        |

## Pole position et record du tour
- Pole position : Nigel Mansell en 1 min 37 s 041 (vitesse moyenne : 144,718 km/h).
- Meilleur tour en course : Niki Lauda en 1 min 45 s 353 au 22e tour (vitesse moyenne : 133,300 km/h).

## Tours en tête
- Nigel Mansell : 35 (1-35)
- Keke Rosberg : 24 (36-48 / 57-67)
- Alain Prost : 8 (49-56)

## À noter
- 3e victoire pour Keke Rosberg.
- 18e victoire pour Williams en tant que constructeur.
- 3e victoire pour Honda en tant que motoriste.
- 1re pole position pour Nigel Mansell.
- 90e pole position pour Lotus en tant que constructeur.
- 22e et dernier podium pour René Arnoux.
- 50e Grand Prix pour Michele Alboreto.
- 150e Grand Prix pour Niki Lauda.
- La course est stoppée au bout de 2 heures et 67 tours sur les 78 prévus.
- Nigel Mansell termine l'épreuve évanoui à côté de sa Lotus-Renault en panne après avoir tenté en vain de la pousser jusqu'à la ligne d'arrivée.
- Huit pilotes sur 25 terminent la course, la plupart des autres abandonnant sur sortie de piste.
- Martin Brundle, non qualifié pour cette course a été victime d'un accident au warm up au cours duquel il a percuté un muret de béton et s'est brisé les deux jambes.